# Pneumatski motor
Pneumatski motor je pneumatski rotacijski izvršni uređaj kojima se ostvaruje kontinuirano kružno gibanje vratila. U odnosu na kompresore, u motorima se vrši suprotna pretvorba energije (pretvorba energije tlaka zraka u mehanički rad). Konstrukcija motora i kompresora je slična, a ponekad jednaka, tada se isti stroj može koristiti kao motor i kompresor. Kod nekih konstrukcija motora je smjer vrtnje proizvoljan, a promjena smjera se postiže promjenom priključka za stlačeni zrak. U pneumatske pogonske strojeve ubrajaju se:
- klipni pneumatski motori (aksijalni i radijalni),
- lamelni pneumatski motori,
- zupčasti pneumatski motori,
- vijčani pneumatski motori,
- zračne turbine,
- koračni pneumatski motori.[1]

## Pneumatski klipni motor
Kod pneumatskih klipnih motora često se ne koriste ventili, nego se raspodjela zraka ostvaruje putem upravljačke ploče (obično ima raspor u obliku polumjeseca). Moguća je vrtnja u oba smjera. Omjer mase i snage ovih motora je relativno nepovoljan, odnosno mali, a volumetrički gubici su mali. Postižu snagu od 1 do 20 kW, uz brzinu vrtnje od 500 do 5 000 okr/min.
Kod aksijalnih pneumatskih klipnih motora pretvaranje pravocrtnog gibanja klipa u kružno gibanje vratila ostvaruje se nagibnom ili oscilirajućom pločom (aksijalni ekscentar).
Radijalni pneumatski klipni motori imaju vanjski mirujući ekscentar po kojem se kližu klipovi koji rotiraju zajedno s blokom motora. 

## Pneumatski krilni ili lamelni motor
Kod pneumatskog lamelnog motora, rotor se postavlja ekscentrično u odnosu na stator. Zrak je zarobljen u prostoru između lamela, površine rotora i površina statora (cilindar i 2 bočne površine). Ponekad se i kod lamelnih motora koriste dvije radne komore i centralni položaj rotora. Neke izvedbe imaju na sredini hoda dodatni otvor za odzračivanje. Uobičajene brzine vrtnje su od 6000 do 30 000 okr/min. Omjer snage i mase ovih motora je relativno velik.
Na rotoru su smještena krilca koja se mogu pomicati poprečno (radijalno) u kanalima rotora. S donje strane krilca imaju opruge koje ih potiskuju prema kućištu motora. Tako se stvara radni prostor između dvaju krilaca te rotora i statora. Zbog vrtnje (rotacije) rotora taj se prostor povećava, odnosno smanjuje. Na krilca na ulaznom dijelu djeluje tlak struje zraka i kao rezultat toga javlja se sila i obrtni moment koji zakreće rotor. Krilni motor radi s djelomičnom ekspanzijom zraka. 
Krilni pneumatski motori imaju mali moment inercije rotirajućih dijelova i relativno jednostavnu konstrukciju. Da bi se smanjila mogućnost zaklinjavanja krilaca, ona se naginju u smjeru vrtnje. Posljedica toga je da su motori uglavnom jednosmjerni. 

## Zupčasti pneumatski motor
Zupčasti pneumatski motor ima dva zupčanika u zahvatu, smještena u zajedničko kućište. U prostor izlaska zuba iz zahvata (međuzublje) dovodi se stlačeni zrak. Tlak zraka djeluje na bočne površine međuzublja, koje su u neposrednom dodiru. Zbog različite veličine površina (određene točkom dodira) dolazi do rezultantne sile koja zupčanike vrti (rotira) nasuprot struji ulaznog zraka. Nailaskom međuzublja na bočni otvor na kućištu, zrak odlazi izvan prostora motora. Kod pneumatskih motora primjenjuju se zupčanici s ravnim, kosim i strelastim ozubljenjem. 
Zupčasti pneumatski motor radi bez ekspanzije stlačenog zraka. Ovi motori mijenjaju smjer okretanja (reverziraju) jednostavnom promjenom smjera napajanja stlačenog zraka.
Zupčasti pneumatski motori imaju visok moment inercije rotirajućih dijelova i koriste se za pogon mehanizama s neravnomjernim opterećenjem, rijetkim promjenama smjera okretanja i za rad bez čestih zaustavljanja. Motori s kosim zubima primjenjuju se za reverzibilne pogone, a motori sa strelastim zubima za nereverzibilne pogone.